# Кажаров, Валерий Хаширович
Валерий Хаширович Кажаров (19 августа 1949, Сармаково, Кабардино-Балкарская АССР — 10 июня 2013) — российский кабардинский историк, доктор исторических наук (1994), заведующий отделом истории Кабардино-Балкарского института гуманитарных исследований, специалист по истории адыгов, лауреат Государственной премии Кабардино-Балкарской Республики (1996/1997).

## Биография
Родился 19 августа 1949 года в селении Сармаково Нагорного района Кабардинской АССР. Родители — стоматологи. Вырос в городе Баксан в Кабардино-Балкарии.
В 1966—1971 годах обучался на историческом отделении историко-филологического факультета Кабардино-Балкарского государственного университета.
В 1971 году поступил в аспирантуру Института этнографии имени Н. Н. Миклухо-Маклая АН СССР (ныне Институт этнологии и антропологии имени Н. Н. Миклухо-Маклая РАН) в Москве, где обучался у В. К. Гарданова. В 1982 году защитил диссертацию «Сельская община у адыгов в первой половине XIX в. (Поземельные отношения)» и получил учёную степень кандидата исторических наук.
С 1980 года работал в Кабардино-Балкарском институте гуманитарных исследований (КБИГИ), с 1993 года являлся заведующим отделом истории КБИГИ. В 1996 году принимал участие в открытии в КБИГИ аспирантуры и докторантуры. В 2005 году учредил «Исторический вестник» и стал его главным редактором. В 2007 году руководимый Кажаровым отдел исторических наук стал крупнейшим подразделением КБИГИ, включившим секторы истории, этнологии, источниковедения, археологии и группу по изучению проблем современного развития общества.
В 1994 году в Институте этнологии и антропологии РАН защитил диссертацию «Традиционные общественные институты кабардинцев и их кризис в конце XVIII-первой половине XIX вв.» (научный консультант — А. И. Першиц) и получил учёную степень доктора исторических наук.
Умер 10 июня 2013 года.

## Научная деятельность
Область научных исследований — история адыгов.
Автор 57 публикаций, входящих в РИНЦ, индекс Хирша по РИНЦ — 13.
Являлся заместителем главного редактора Адыгской (черкесской) энциклопедии: осуществлял редакцию почти всего исторического раздела энциклопедии, написал несколько глав, координировал работу авторов из Нальчика. Руководил созданием коллективно монографии «История адыгов».

## Награды
- Заслуженный деятель науки Кабардино-Балкарской Республики (1999)[4]
- Государственная премия Кабардино-Балкарской Республики (1996[4] или 1997[8]) за работу «Традиционные общественные институты кабардинцев и их кризис в конце XVIII-первой половине XIX вв.»[1].